# Hartley (ort i Australien)
Hartley är en ort i Australien. Den ligger i kommunen Lithgow och delstaten New South Wales, i den sydöstra delen av landet, omkring 100 kilometer väster om delstatshuvudstaden Sydney.
Närmaste större samhälle är Lithgow, nära Hartley. 
I omgivningarna runt Hartley växer i huvudsak städsegrön lövskog. Runt Hartley är det ganska tätbefolkat, med 56 invånare per kvadratkilometer. Genomsnittlig årsnederbörd är 1 149 millimeter. Den regnigaste månaden är februari, med i genomsnitt 214 mm nederbörd, och den torraste är juli, med 26 mm nederbörd.